# 1735 ITA
آي تي أي (ويعرف أيضًا باسم 1735 آي تي أي وفق تسمية الكوكب الصغير) (بالإنجليزية: ITA)‏ هو كويكب ضمن حزام الكويكبات؛ وترتيبه 1735 من حيث الاكتشاف.
اكتُشف هذا الجُرم الفلكي بواسطة Pelageya Shajn ‏ في 10 سبتمبر 1948.

## وصلات خارجية
- 1735 ITA في قاعدة بيانات مختبر الدفع النفاث لأجرام النظام الشمسي الصغيرة

- الاكتشاف · مخطط المدار ·  العناصر المدارية · المعلمات المادية

- 1735 ITA على موقع ويكي سكاي: DSS2, SDSS, GALEX, IRAS, Hydrogen α, X-Ray, Astrophoto, Sky Map, Articles and images